# Navas de San Juan
Navas de San Juan település Spanyolországban, Jaén tartományban. Navas de San Juan Aldeaquemada, Santisteban del Puerto, Sabiote, Úbeda, Arquillos és Vilches községekkel határos. Lakosainak száma 4409 fő (2024).

## Népesség
A település népessége az elmúlt években az alábbi módon változott:
| Lakosok száma | 5066 | 5086 | 5052 | 5030 | 4982 | 4790 | 4506 | 4517 | 4465 | 4409 |
|               | 2001 | 2004 | 2007 | 2009 | 2012 | 2014 | 2017 | 2019 | 2022 | 2024 |